# GDDR3

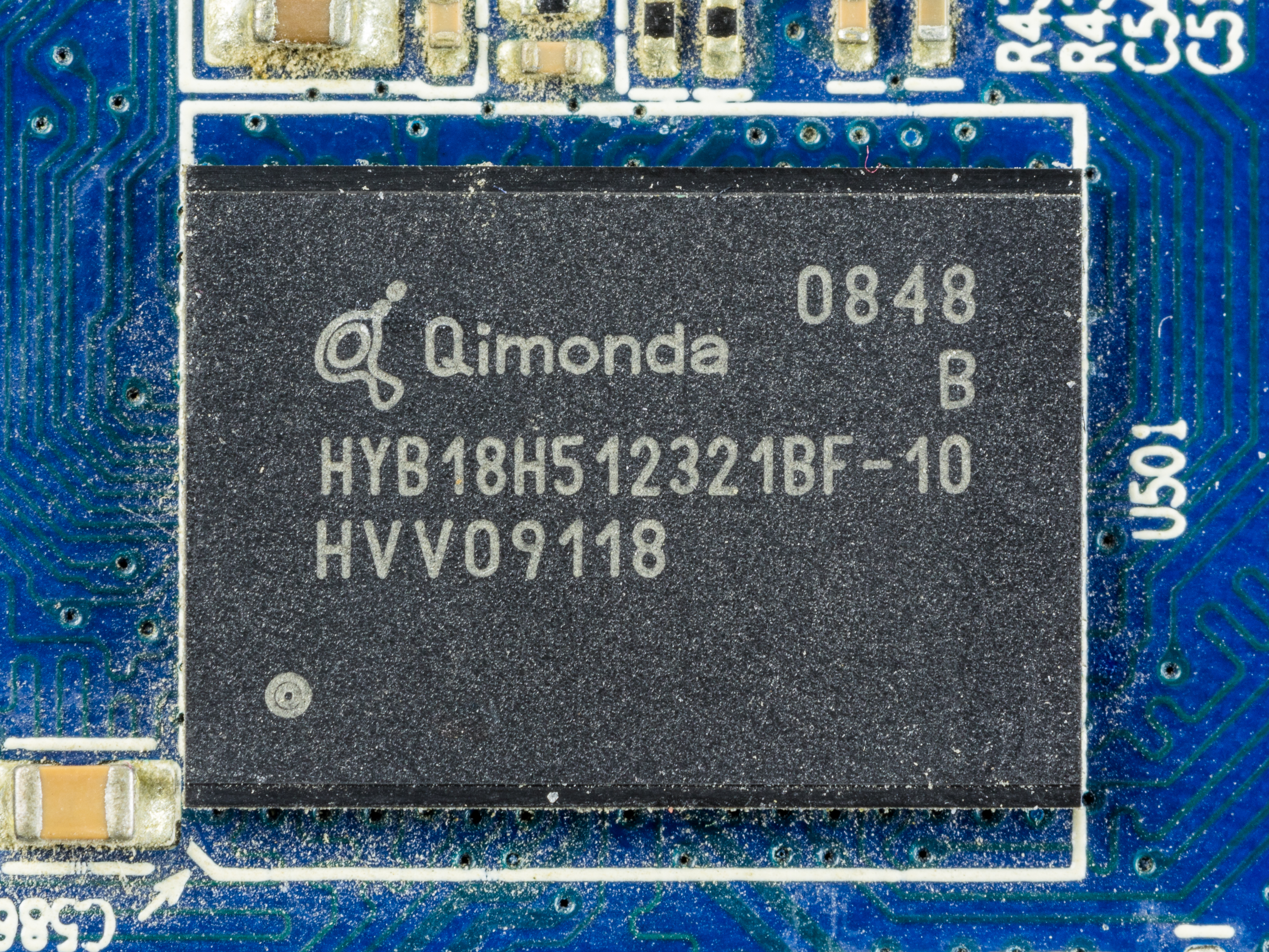
Qimonda 512-Mbit GDDR3

GDDR3 (англ. Graphics Double Data Rate 3 — двойная скорость передачи графических данных 3) — специальная технология памяти для графических карт, разработанная ATI Technologies.
Имеет почти такое же технологическое ядро, как DDR2, но более высокую эффективную частоту.
В силу специфики использования графической памяти, а именно соединения GPU и DRAM с топологией точка-точка, при формировании I/O шины GDDR3 используется технология с открытым стоком и привязанная к этому специфическая реализация внутрикристальной терминации (on-die termination, ODT), в отличие от двухтактной шины у стандартной DDR2, что позволяет радикально поднять тактовые частоты и упростить разводку плат.
Несмотря на использование контроллеров для согласования по полному сопротивлению (impedance-matching controllers), GDDR3 обладает более простым дизайном за счёт использования архитектуры прямого подключения.